# GMC T33H
GMC T33H – autobus miejski, produkowany przez amerykańską firmę GMC. Od modelu GMC T33 różnił się nieznacznie. Zmianie uległa nieco maska silnika oraz błotniki przednie i tylne które stały się bardziej opływowe. Dostęp do silnika umożliwiały dwie podnoszone z obu stron pokrywy.